# 金森充行
金森 充行（かなもり みつゆき、1943年8月6日 - ）は、日本の経営者。シチズン時計社長を務めた。

## 経歴
神奈川県横浜市出身。1966年に慶應義塾大学経済学部を卒業し、同年にシチズン時計に入社。1998年6月に取締役に就任し、2002年6月に常務、2004年6月に専務を経て、2008年4月にシチズンホールディングス社長に就任。2012年4月に取締役相談役に就任。